# Farkas László (vegyész)
Farkas László  (Dunaszerdahely, 1904. május 10. – Róma, 1948. december 31.) vegyész, egyetemi tanár.

## Életútja
Nagyváradon nevelkedett a zsidó hagyományokat csak elvétve követő család gyermekeként. A gimnázium elvégzése után Bécsben tanult kémiát az egyetemen, majd Berlinben folytatta tanulmányait az egyik legjobb német egyetemen (Technische Hochschule in Berlin-Charlottenburg). Első kutatómunkája, amelyet Szilárd Leó felügyelete alatt végzett, a túltelített gőz kondenzációjával foglalkozott, elsőként dolgozva ki a klasszikus nukleáció elméletét []. Az 1927-1928-as években Karl Friedrich Bonhoeffer felügyelete alatt a berlini Műszaki Egyetemen a Doctor-Ingenieurs fokozat megszerzéséhez szükséges kutatásokat végezte. Doktori disszertációjának témája, amelyet a kvantummechanika kezdetei ihlettek, a fotokémia kvantumkövetkezményei voltak.
1927-ben Bonhoeffer és Farkas megfigyelte, hogy az elektronikusan gerjesztett ammónia molekula prediszszociációja a spektrális vonalak kiszélesedésével jelentkezik, létrehozva az első spektroszkópiai-dinamikai összefüggést, kísérleti igazolást nyújtva a Heisenberg-féle energia-idő bizonytalansági összefüggésnek, és úttörő munkát végezve az intramolekuláris dinamika területén. 1928. február 24-én megvédett doktori disszertációjában a HI fotokémiai disszociációjának mechanizmusát tanulmányozta. Fritz Haber Nobel-díjas kémikus figyelt fel az ifjú tehetségre, és alkalmazta a híres Vilmos Császár Fizikai Kémiai és Elektrokémiai Intézetben mint asszisztense. Közben László öccse, Adalbert is kémia doktorátust szerzett is, ő is az intézetnél helyezkedett. A Farkas testvérek több áttörést jelentő felfedezést tettek a KWI-ben, Lászlóval az ott töltött öt év alatt 22 tanulmányt jegyeztek. 1933-ban Hitler hatalomra jutásával az új törvények értelmében elbocsátották a Farkas testvéreket, professzoruk javaslatára Cambridge-be költöztek, ahol folytatták kutatásaikat. De mivel László ott szakmailag nem tudott kibontakozni, elfogadta Weizmann ajánlatát, és 1935-ben csatlakozott a Héber Egyetemhez. Röviddel utána az öccse is követte, aki 1941-ig dolgozott a tanszéken, majd utána az Amerikai Egyesült Államokba vándorolt, és ipari vegyészként folytatta karrierjét. A Farkas testvérek Palesztinában addigi kutatásukat, a hidrogénnel való kísérletezést folytatták, sőt a vizsgálatot a szénhidrogénre is kiterjesztette. Emellett azonban a kutatásaik gyakorlati alkalmazásaival igyekeztek hozzájárulni az jusuv iparához (Adalbert újfajta csomagolópapírt fejlesztett ki, amely megóvta a narancsokat szállítás alatt).